# تشانس توماس
تشانس توماس (بالإنجليزية: Chance Thomas)‏ هو ملحن أمريكي، ولد في عقد 1960.

## وصلات خارجية
- الموقع الرسمي
- تشانس توماس على موقع IMDb (الإنجليزية)
- تشانس توماس على موقع ميوزك برينز (الإنجليزية)
- تشانس توماس على موقع أول ميوزيك (الإنجليزية)
- تشانس توماس على موقع ديسكوغز (الإنجليزية)
- تشانس توماس على موقع قاعدة بيانات الفيلم (الإنجليزية)